# Јана Кова
Јана Кова (чеш. Jana Cova), рођена као Јана Оујеска (чеш. Jana Oujeská) 13. априла 1980, чешка је порнографска глумица.

## Биографија
Јана је рођена 13. априла 1980. године у чешком граду Вишкову. Каријеру је започела као модел, а потом се појавила у неколико еротских филмова. У првим порно-филмовима које је снимила учествује само у лезбејским сценама. Недуго затим је фотографисана у познатим мушким часописима као што су Хастлер, Пентхаус и Перфект 10. У априлу 2003. године је изабрана за „љубимицу“ магазина Пентхаус (енгл. Penthouse Pet).
Године 2005, Јана је потписала ексклузивни уговор са компанијом Дигитал Плејграунд. Први филм који је урадила се звао Porcelain, где је учествовала у две лезбејске и две соло сцене. Наступила је у више од 200 порно-филмова.
За себе каже да је бисексуалка.

## Изабрана филмографија
- No Man’s Land - 2002
- Jack's Playground 5 - 2003
- The Story of J - 2004
- Devon Decadence - 2005
- Teagan: All-American Girl - 2005
- Jack's Playground 26 - 2005
- Jack's Big Ass Show - 2006
- Porcelain - 2006
- Hot Rod For Sinners - 2006
- Women Seeking Women 38, 41, 42, 47, 50, 52, 61, 67 & 70
- Pussyman's Decadent Divas 19 & 23
- Peek: Diary of a Voyeur - 2006
- Jack's Playground 31 - 2006
- Jack's Big Ass Show 3 - 2006
- Throb POV - 2006
- Island Fever 4 - 2006
- Virtual Sex with Jana Cova - 2006
- Jana: Sexual Freak 4 - 2007
- Jana Cova in Blue - 2007
- Jana Cova: Erotique - 2008
- Exposed: Jana Cova - 2008
- Jana Cova: LUST - 2008
- Jana Cova's Oral Fantasy Volume 1 - 2009
- Jana Cova: Scream - 2009
- Jana Cova: Belle - 2009
- Jana Cova's Juice - 2009

## Награде
- 2007 АВН награда победница — Best All-Girl Sex Scene - Video Island Fever 4[4][5]
- 2009 АВН награда номинована — Best All-Girl 3-Way Sex Scene – Jack's Big Ass Show 7, Jana Cova: Video Nasty
- 2009 АВН награда номинована — Best Solo Sex Scene – Jana Cova Erotique[5]
- 2010 АВН награда номинована — Best All-Girl Three-Way Sex Scene – Jana Cova's Juice[6]

## Галерија
- са колегиницама